# Liao Min-chun

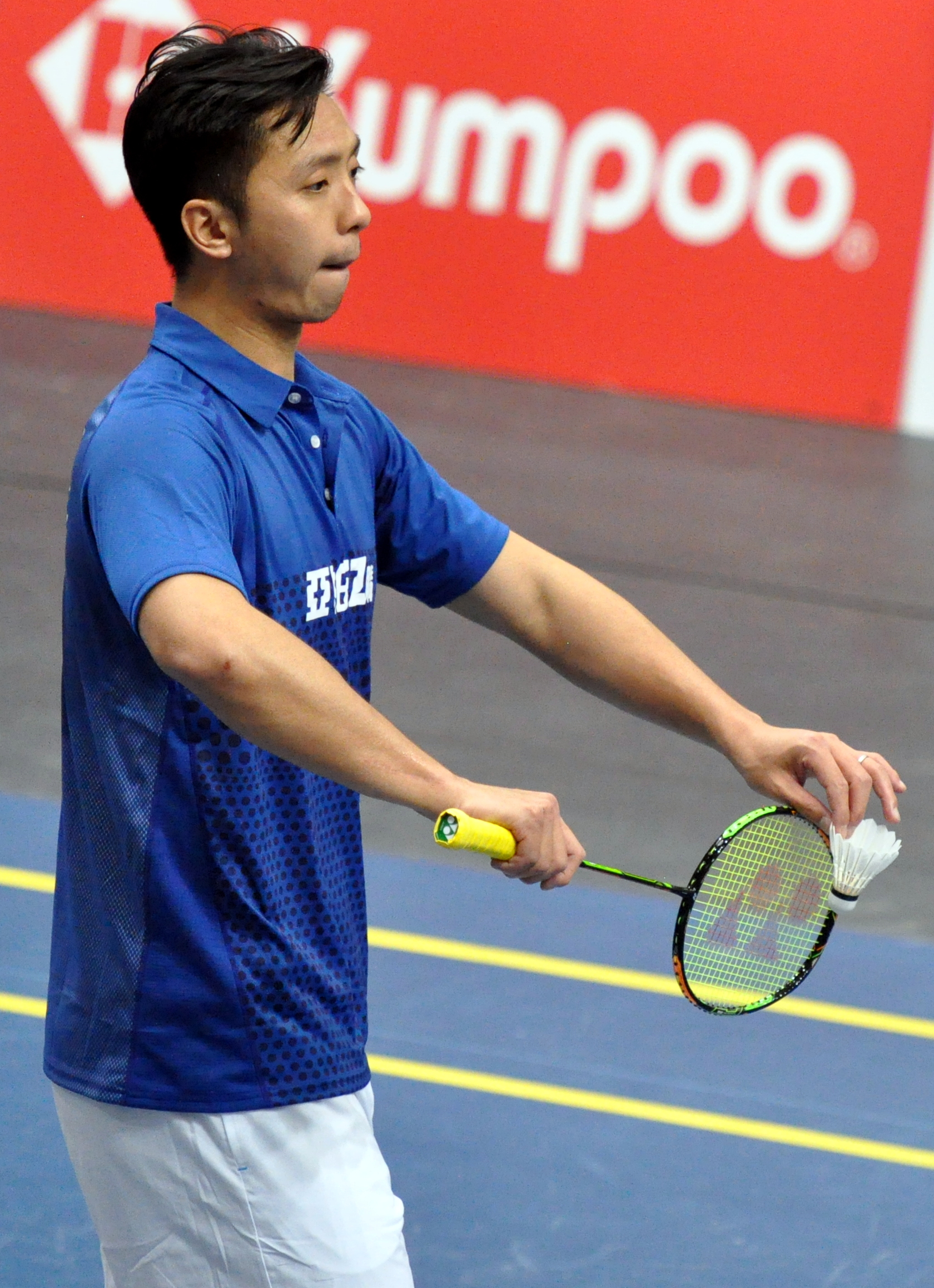
Liao Min-Chun, 2017

Liao Min-chun (chinesisch 廖敏竣; * 27. Januar 1988) ist ein taiwanischer Badmintonspieler. 

## Karriere
Liao Min-chun wurde bei den China Open und den Hong Kong Open 2010 jeweils Neunter im Mixed mit Chen Hsiao-huan. Bei der Badminton-Weltmeisterschaft 2011 reichte es für die Paarung nur zu Platz 33. 2011 gewann Liao Min-chun zweimal Bronze bei der Universiade. Bei den Singapur Open und Japan Open desselben Jahres wurde er jeweils Neunter im Herrendoppel.

## Sportliche Erfolge
| Saison | Veranstaltung     | Disziplin    | Platz | Name                            |
| ------ | ----------------- | ------------ | ----- | ------------------------------- |
| 2010   | China Open        | Mixed        | 9     | Liao Min-chun / Chen Hsiao-huan |
| 2010   | China Open        | Herrendoppel | 17    | Liao Min-chun / Wu Chun-wei     |
| 2010   | Hong Kong Open    | Herrendoppel | 17    | Liao Min-chun / Wu Chun-wei     |
| 2010   | Hong Kong Open    | Mixed        | 9     | Liao Min-chun / Chen Hsiao-huan |
| 2011   | Weltmeisterschaft | Mixed        | 33    | Liao Min-chun / Chen Hsiao-huan |
| 2011   | Universiade       | Herrendoppel | 3     | Liao Min-chun / Wu Chun-wei     |
| 2011   | Universiade       | Team         | 3     | Taiwan                          |
| 2011   | Singapur Open     | Herrendoppel | 9     | Liao Min-chun / Wu Chun-wei     |
| 2011   | Japan Open        | Herrendoppel | 9     | Liao Min-chun / Wu Chun-wei     |